# Championnats panaméricains de cyclisme sur piste de 2023
Navigation
Championnats panaméricains 2022 Championnats panaméricains 2024
Les championnats panaméricains de cyclisme sur piste de 2023 ont lieu du 14 au 18 juin 2023 au Velódromo Vicente Alejo Chancay de San Juan, en Argentine.

## Podiums
| Épreuves                | Or                                                                   | Argent                                                                            | Bronze                                                                         |
| ----------------------- | -------------------------------------------------------------------- | --------------------------------------------------------------------------------- | ------------------------------------------------------------------------------ |
| Compétitions masculines |                                                                      |                                                                                   |                                                                                |
| Kilomètre               | James Hedgcock                                                       | Santiago Ramírez                                                                  | Juan Carlos Ruiz Teran                                                         |
| Keirin                  | Nicholas Paul                                                        | Jair Tjon En Fa                                                                   | James Hedgcock                                                                 |
| Vitesse individuelle    | Nicholas Paul                                                        | Kevin Quintero                                                                    | Jair Tjon En Fa                                                                |
| Vitesse par équipes     | Canada James Hedgcock Tyler Rorke Nick Wammes                        | Trinité-et-Tobago Quincy Alexander Kwesi Browne Zion Pulido                       | Colombie Cristian Ortega Rubén Darío Murillo Kevin Quintero                    |
| Poursuite individuelle  | Chris Ernst                                                          | Michael Foley                                                                     | Anders Johnson                                                                 |
| Poursuite par équipes   | Canada Dylan Bibic Michael Foley Mathias Guillemette Sean Richardson | Colombie Anderson Arboleda Fernando Gaviria Juan Esteban Arango Juan Pablo Zapata | États-Unis Anders Johnson Grant Koontz Gavin Hoover David Domonoske            |
| Course aux points       | Juan Esteban Arango                                                  | Mathias Guillemette                                                               | Colby Lange                                                                    |
| Américaine              | Canada Dylan Bibic Mathias Guillemette                               | Colombie Juan Esteban Arango Fernando Gaviria                                     | Mexique Ricardo Peña Fernando Nava                                             |
| Scratch                 | Dylan Bibic                                                          | Fernando Nava                                                                     | Grant Koontz                                                                   |
| Omnium                  | Dylan Bibic                                                          | Fernando Gaviria                                                                  | Akil Campbell                                                                  |
| Course à l'élimination  | Dylan Bibic                                                          | Fernando Gaviria                                                                  | Jacob Decar                                                                    |
| Compétitions féminines  |                                                                      |                                                                                   |                                                                                |
| 500 mètres              | Martha Bayona                                                        | Mandy Marquardt                                                                   | Jessica Salazar                                                                |
| Keirin                  | Martha Bayona                                                        | Lauriane Genest                                                                   | Daniela Gaxiola                                                                |
| Vitesse individuelle    | Lauriane Genest                                                      | Daniela Gaxiola                                                                   | Yuli Verdugo                                                                   |
| Vitesse par équipes     | Mexique Jessica Salazar Yuli Verdugo Daniela Gaxiola                 | Canada Jackie Boyle Lauriane Genest Sarah Orban                                   | États-Unis Keely Ainslie Kayla Hankins Mandy Marquardt                         |
| Poursuite individuelle  | Ariane Bonhomme                                                      | Fiona Majendie                                                                    | Andrea Alzate                                                                  |
| Poursuite par équipes   | Canada Erin Attwell Ariane Bonhomme Fiona Majendie Ruby West         | Mexique Sofía Arreola Antonieta Gaxiola Victoria Velasco Lizbeth Salazar          | États-Unis Colleen Gulick Elizabeth Stevenson Bethany Matsick Daniele Morshead |
| Course aux points       | Yareli Acevedo                                                       | Elizabeth Castaño                                                                 | Paula Villalón                                                                 |
| Américaine              | Mexique Antonieta Gaxiola Lizbeth Salazar                            | Canada Ariane Bonhomme Devaney Collier                                            | Colombie Lina Rojas Elizabeth Castaño                                          |
| Scratch                 | Antonieta Gaxiola                                                    | Wellyda Rodrigues                                                                 | Colleen Gulick                                                                 |
| Omnium                  | Victoria Velasco                                                     | Alexi Ramirez                                                                     | Lina Rojas                                                                     |
| Course à l'élimination  | Yareli Acevedo                                                       | Elizabeth Castaño                                                                 | Devaney Collier                                                                |

## Tableau des médailles
| Rang  | Nation            | Or | Argent | Bronze | Total |
| ----- | ----------------- | -- | ------ | ------ | ----- |
| 1     | Canada            | 11 | 6      | 2      | 19    |
| 2     | Mexique           | 6  | 3      | 5      | 14    |
| 3     | Colombie          | 3  | 8      | 4      | 15    |
| 4     | Trinité-et-Tobago | 2  | 2      | 1      | 5     |
| 5     | États-Unis        | 0  | 1      | 7      | 8     |
| 6     | Chili             | 0  | 1      | 1      | 2     |
| 6     | Suriname          | 0  | 1      | 1      | 2     |
| 8     | Brésil            | 0  | 1      | 0      | 1     |
| Total | Total             | 22 | 22     | 22     | 66    |